# Миллер, Клайд Раймонд
Клайд Ра́ймонд Ми́ллер (англ. Clyde Raymond Miller; 7 июля 1888, США — 29 августа 1977, Австралия) — американский журналист и публицист, специалист по пропаганде и контрпропаганде. Создатель (совместно с Эдвардом Филини и Киртли Матером) Института анализа пропаганды. Ассоциированный профессор образования Учительского колледжа Колумбийского университета.

## Биография
Родился 7 июля 1888 года.
Начинал свою деятельность в качестве корреспондента кливлендской газеты The Plain Dealer. Во время Первой мировой войны писал колонки и статьи о патриотизме и деятельности Министерства юстиции США, а также был вигилантом, принимая участие в «охоте на шпионов» проводившейся Американской лигой защиты. Выступал в качестве свидетеля обвинения во время судебного преследования на основании закона о шпионаже 1917 года деятеля американского рабочего и социалистического движения Юджина Дебса, выступавшего против военных действий:4. Миллер подробно рассказал о своей роли в деле Дебса в октябре 1963 года в статье в Progressive Magazine.
В 1930-е годы был директором образовательных служб, позднее стал ассоциированным профессором образования Учительского колледжа Колумбийского университета. В 1937 году он Института анализа пропаганды и стал широко писать о техниках пропаганды и том как их обнаружить.
В середине 1940-х годов техники анализа пропаганды предложенные Миллером в значительной степени были включены в спрингфилдский план, который был направлен на развитие межкультурного образования в системе государственных средних школ города Спрингфилда штата Массачусетс. План стал предметом изучения в ряде книг и множестве статей в научных журналах. Кроме того в 1945 году кинокомпания Warner Bros. сняла короткометражный фильм «Это случилрсь в Спрингфилде», где главную роль исполнила Андреа Кинг.
Миллер является автором ряда книг. Его статьи, речи и эссе были опубликованы во множестве журналов, сборниках эссе и журналов. В 1946 он выпустил свою самую известную книгу «Процесс внушения». В 1985 году в документальном и научно-популярном фильме «На прицеле ваш мозг» её цитировал О. А. Феофанов.
Умер 29 августа 1977 года находясь в Австралии. Похоронен в Лисморе штата Новый Южный Уэльс.

## Личная жизнь
Жена — Лотта Макдональд (1893, Кливленд, Огайо — 16 ноябрь 1964, Нью-Йорк).
Сын — Роберт Макдональд Миллер.

## Сочинения
книги
- Publicity and the Public School, with Fred Charles, Boston: Houghton Mifflin Company[англ.], 1924
- How to Detect Propaganda, New York: The Town Hall, Inc. via HathiTrust, 1939
- Propaganda, Good and Bad, for Democracy
- What You Can Do to Promote Racial and Religious Understanding
- The Process of Persuasion, New York: Crown Publishers, via HathiTrust, 1946

статьи
- «If You Would Detect Propaganda» // The Rotarian, December, 1939.
- «Propaganda for Goose and Gander» // The Rotarian, September, 1938.
- «The Man I Sent to Prison» // Progressive Magazine[англ.], October 1963